# تقدیر آشکار

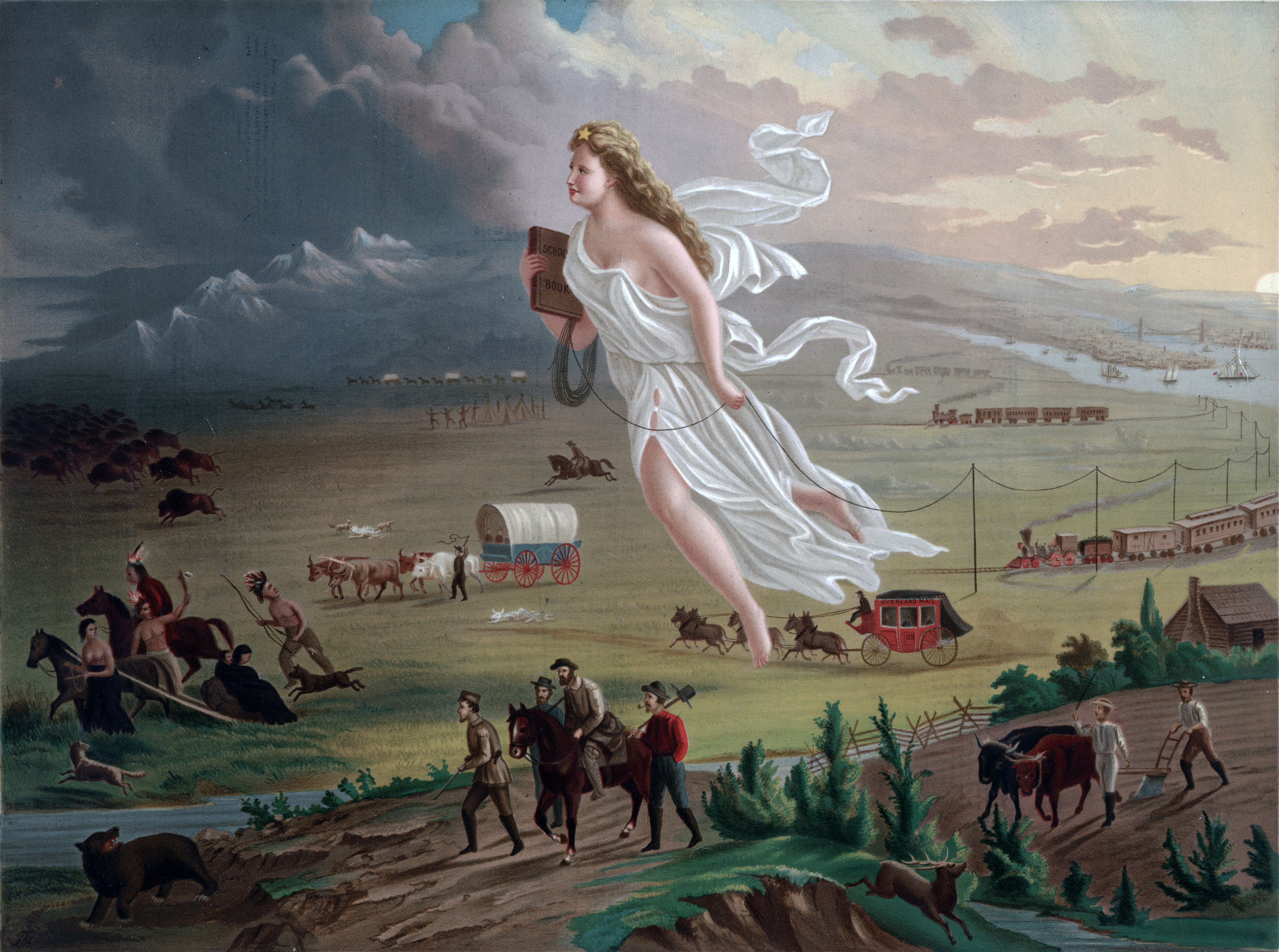
پیشرفت آمریکایی (۱۸۷۲) اثری از جان گاست که نمایشی تمثیلی از مدرنیزاسیون غرب جدید است. کلمبیا، نمادی از ایالات متحده، در تصویر نشان داده شده‌است که مهاجران آمریکایی را به سمت غرب و تمدن هدایت می‌کند. نشان داده شده که نور را از شرق به غرب آورده، سیم‌های تلگراف را توزیع می‌کند، کتاب درسی در مدرسه می‌برد، و مراحل مختلف فعالیت اقتصادی و شکل‌های متحول حمل و نقل را برجسته می‌کند.

تقدیر آشکار (به انگلیسی: Manifest destiny) یک باور فرهنگی امپریالیستی آمریکایی بود که در قرن نوزدهم در ایالات متحده وجود داشت، مبنی بر اینکه مهاجران آمریکایی قرار است در سراسر آمریکای شمالی پخش بشوند. سه مضمون اساسی در مانیفست سرنوشت وجود دارد:
- فضایل ویژه مردم آمریکا و نهادهای آن‌ها
- مأموریت ایالات متحده برای بازخرید و بازسازی غرب، مشابه روند ارضی شرق.
- سرنوشتی غیرقابل مقاومت، برای انجام این وظیفه اساسی

فردریک مرک مورخ می‌گوید که این مفهوم «احساس رسالت برای خرید دنیای قدیم با مثال عالی… ناشی از پتانسیل‌های زمین جدید برای ساخت بهشتی جدید» به وجود آمد. با این حال، در فرهنگ معاصر بسیاری مانیفست سرنوشت را به عنوان یک ایدئولوژی که برای توجیه نسل‌کشی بومیان آمریکا، محکوم کرده‌اند.

## نقدها
برخی منتقدان استدلال می‌کنند که «مانیفست سرنوشت» ادعا می‌کند که به دلیل موقعیت ویژه جامعه آمریکا و تسلط به قسمت غربی قاره آمریکا، سرنوشت تاریخی این کشور این است که «استثنا» باشد. این باور منجر به اقدامات امپریالیستی شده، که از جمله پیامدهای آن حمله نظامی به فیلیپین و کوبا بوده‌است. این اقدامات بعدها در قالب توجیه فرهنگی امپریالیسم نو قرار گرفت و این نتیجه گرفته شد که در تاریخ و جهان کنونی، ایالات متحده دارای موقعیت و جایگاه «استثنا در جهان» است. بر این اساس، ایالات متحده در برابر سازمان‌های بین‌المللی مانند سازمان ملل متحد و دیوان کیفری بین‌المللی پاسخگو نیست؛ بنابراین، ایالات متحده فراتر از معاهدات بین‌المللی است و مجبور نیست به آنها متعهد شود.